# Driels Museum
Het Driels Museum is een heemkundig museum dat de geschiedenis belicht van Kerkdriel, Velddriel, Hoenzadriel en Alem. Het is gevestigd aan Teisterbandstraat 38 te Kerkdriel. Het museum is gevestigd in een voormalig schoolgebouw uit 1893.

## Geschiedenis
De gemeenteraad nam in 1976 het initiatief tot het inrichten van een oudheidkamer, waartoe de voormalige RK jongensschool een onderkomen bood. Op 30 september 1977 werd het museum geopend. Er werden onder meer gereedschappen verzameld uit de plaatselijke bezigheden zoals de landbouw, de steenfabriek, de knopenfabriek, de visserij, de mandenmakerij, de bakkerij en huishoudelijke voorwerpen. Daarnaast ook oude meubelen, religieuze voorwerpen, de inventaris van een kruidenierswinkel en dergelijke. Door de groeiende hoeveelheid voorwerpen werd een nieuwe ruimte noodzakelijk. Aangezien de Protestants-Christelijke school zojuist verhuisd was, kwam nu het voormalige schoolgebouw ter beschikking en in januari 1985 werd het museum aldaar geopend. Dat is de huidige locatie. In 1995 kocht men de gebouwen op het terrein aan, en in 2002 werd een wagenloods toegevoegd. In 1999 werd de naam van Oudheidkamer gewijzigd in Driels Oudheidkundig Museum en in 2003 werd dit Driels Museum.

## Verzameling
Naast de reeds genoemde gereedschappen en producten afkomstig van de plaatselijke takken van nijverheid is ook een verzameling fossielen aanwezig, die bij de zandwinning in de jaren 60 van de 20e eeuw tevoorschijn waren gekomen. Verder is er een verzameling boerenkarren en een collectie bouwfragmenten van de oude kerk.